# Beinn Dorain
Beinn Dorain (gael. Beinn Dòbhrain) – szczyt w paśmie Bridge of Orchy, w Grampianach Centralnych. Leży w Szkocji, w regionie Argyll and Bute. 